# Santa Rosa (Nueva Écija)
Santa Rosa (Bayan ng Santa Rosa - Municipality of Santa Rosa) es un municipio filipino de primera categoría, situado en la parte central de la isla de Luzón. Forma parte del Tercer Distrito Electoral de la provincia de Nueva Écija situada en la Región Administrativa de Luzón Central, también denominada Región III.

## Geografía

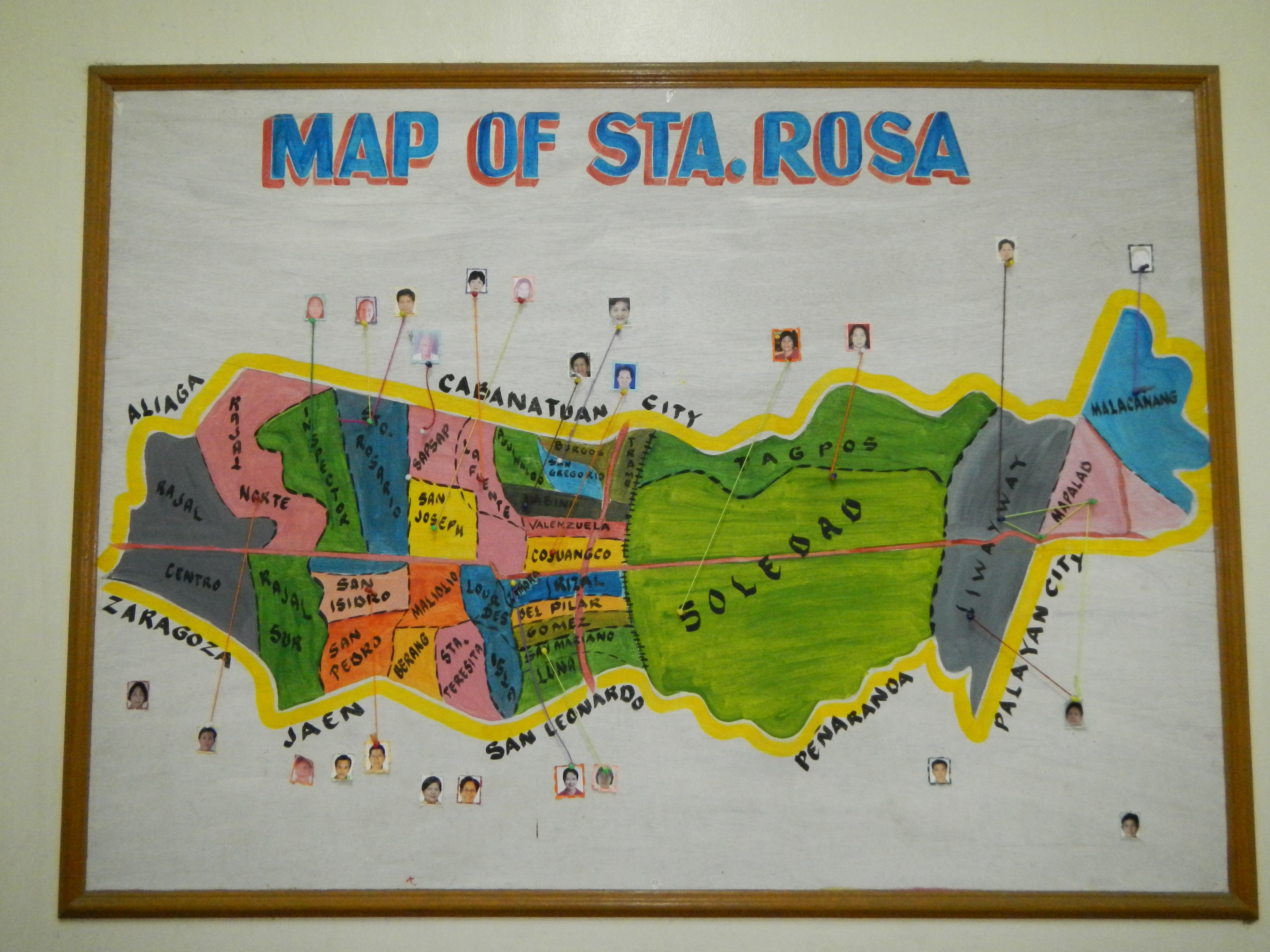
Plano del municipio.

Se trata de un suburbio que forma parte del Área Metropolitana de Cabanatúan, situado al sur de esta ciudad, en el centro de la provincia. Linda la norte con la mencionada ciudad; al sur con los municipios de Jaén, de San Leonardo, de Peñaranda y de General Tinio; al este con el de Laur; y al oeste con los de Aliaga y de Zaragoza.

### Barangays
El municipio  de Santa Rosa  se divide, a los efectos administrativos, en 33 barangayes o barrios, conforme a la siguiente relación:
| - Cojuangco (Población) - La Fuente - Liwayway - Malacañang - Maliolio - Mapalad - Rizal (Población) - Rajal Centro | - Rajal Norte - Rajal Sur - San Gregorio - San Mariano - San Pedro - Santo Rosario - Soledad - Valenzuela (Población) | - Zamora (Población) - Aguinaldo - Berang - Burgos - Del Pilar - Gomez - Inspector - Isla | - Lourdes - Luna - Mabini - San Isidro - San José - Santa Teresita - Sapsap - Tagpos - Tramo |  |

## Economía
Concesionarios de automóviles Honda y Foton, junto con una cadena de comida rápida Jollibee.

## Patrimonio

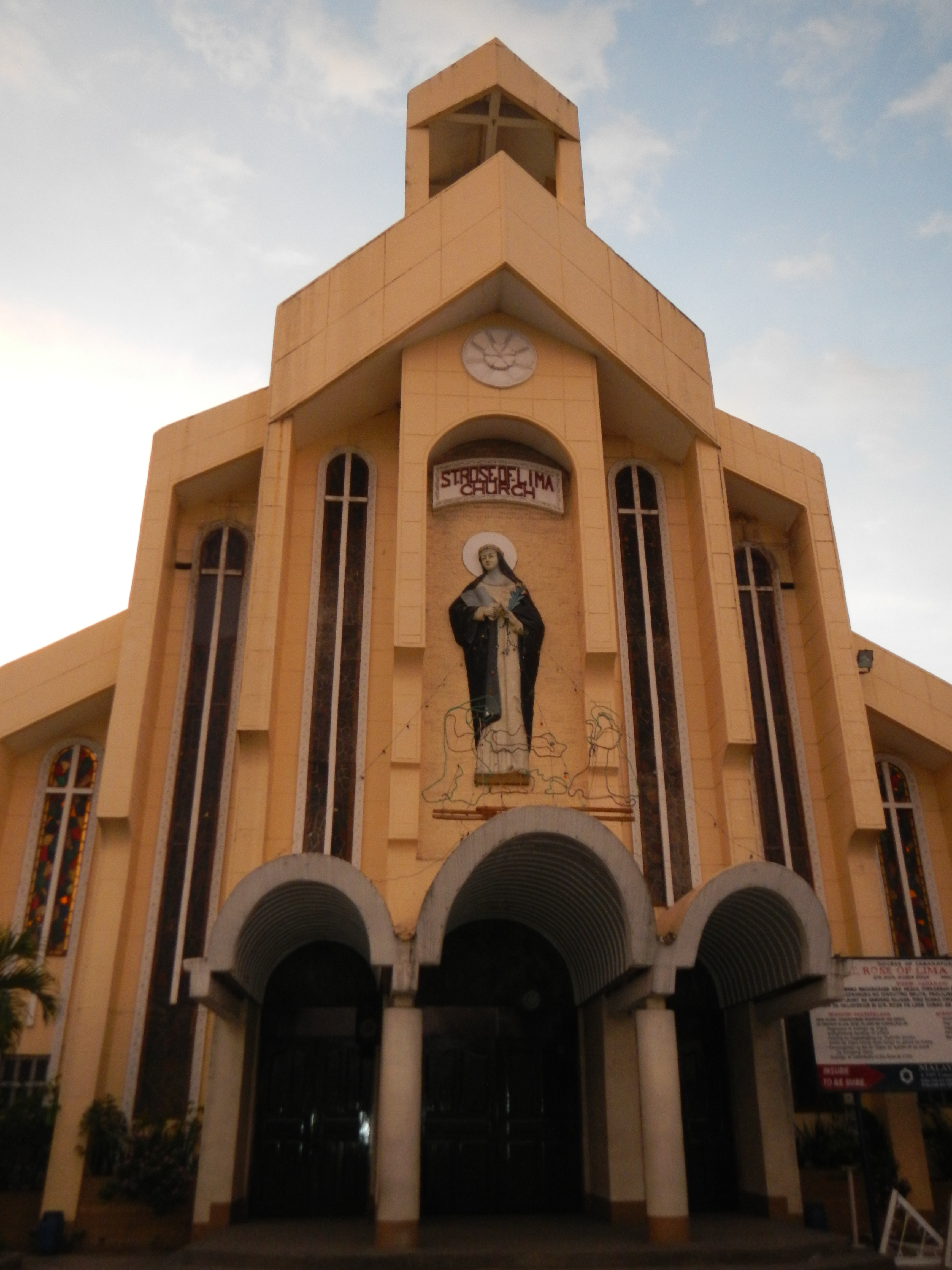
Iglesia de Santa Rosa de Lima.

- Iglesia parroquial católica bajo la advocación de Santa Rosa de Lima, data del año 1879.

Sede del Vicaría de Santa Rosa de Lima que forma parte de la Diócesis de Cabanatúan en la Provincia Eclesiástica de Lingayén-Dagupán.

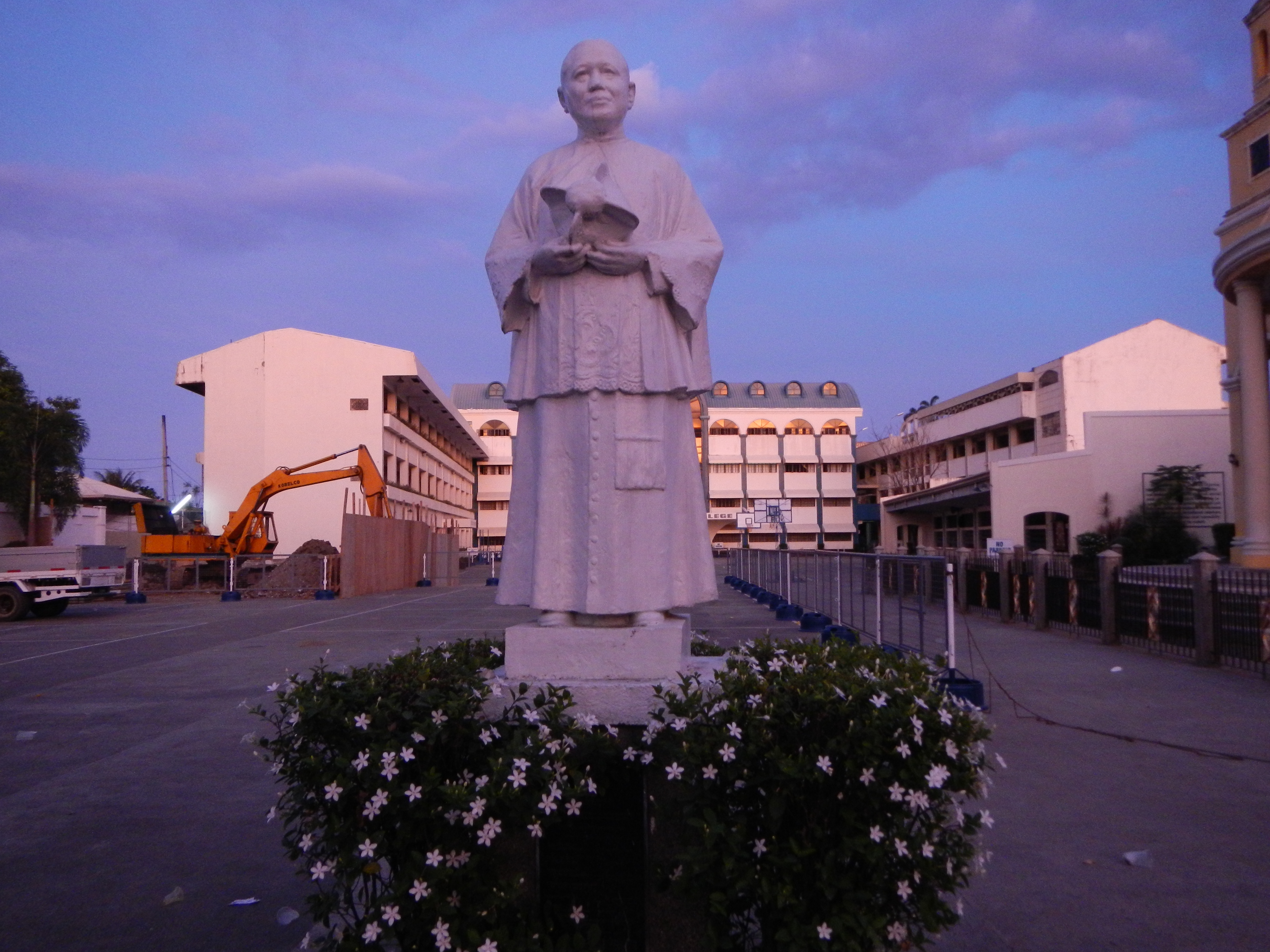
Fernando C. Lansangan.

- Colegio de la Santa Cruz (Holy Cross College), antigua Academia  fundada por el obispo Fernando C. Lansangan cuando aquí era cura párroco el año de 1985 como escuela secundaria con dos clases de primer año.